# The Fight for Right
The Fight for Right è un cortometraggio muto del 1913 diretto da Oscar Apfel.

## Produzione
Il film fu prodotto dalla Reliance Film Company.

## Distribuzione
Distribuito dalla Mutual, il film - un cortometraggio in due bobine - uscì nelle sale cinematografiche statunitensi il 9 agosto 1913.